# Російській Евакуаційний Комітет
Російській Евакуаційний Комітет — політична організація білоемігрантів, що функціонували у Варшаві. Ставила собі на меті повалення радянського ладу в Росії. Створений у результаті реорганізації «Російського політичного комітету» у січні 1921 року. Очільником комітету був Савінков Б. В. Члени Комітету займалися підготовкою антирадянських повстань, скоювали озброєні нальоти на радянські населені пункти, вбивства радянських і партійних працівників.